# Přikryl-Blecha PB-5 Racek
Přikryl-Blecha PB-5 Racek z roku 1931, konstruktérů Jaroslava Přikryla a Františka Blechy, bylo lehké sportovní letadlo, elegantní dvoumístné letadélko, které bylo předurčeno pro leteckou turistiku amatérů.

## Vznik a vývoj

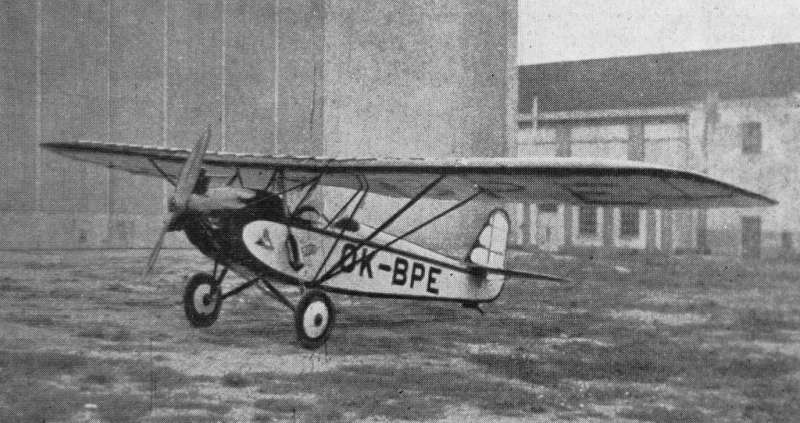
Přikryl-Blecha PB-5 (OK-BPE) s motorem Walter Polaris (1932)

Tento typ navazoval na letoun Přikryl-Blecha PB-4 z roku 1930, který létal v letech 1931-5 s imatrikulací OK-BPA. Stavba jeho nástupce byla zahájena v Praze na Vinohradech v roce 1931, o rok později byl letoun zalétán. Původně pro něj byl plánován motor Orion RL-50 o výkonu 37 kW (50 k) slánské firmy Michl. Protože však firma Michl nebyla schopna dodat motor včas, byl pro stavbu použit motor Walter Polaris I. Finančně byla stavba z větší části dotována Masarykovou leteckou ligou.
Ministerstvo veřejných prací (MVP) uvažovalo vážně o stavbě série 10 letounů PB-5 a jednalo s továrnou Aero o možnostech výroby. Aero vykalkulovalo cenu na 60 000 Kč, což se zdálo MVP příliš. Přikryl s Blechou prodávali drak letounu za 35 000 Kč a samotný motor Walter Polaris stál 28 000 Kč, což je 63 000 Kč. MVP nakonec od jednání s Aerem odstoupilo a nakoupilo sérii sportovních hornoplošníků Š-39 z Letova. Ten stál o 10 tisíc méně, 53 000 Kč.

## Popis letounu
Byl to hornokřídlý jednoplošník dřevěné konstrukce. Dvoučlenná posádka byla usazena v tandemovém uspořádání, když pilot seděl vzadu a cestující vpředu. Za odklápěcími sedadly byl v klenutí trupu dosti velký prostor pro zavazadla.
Křídlo bylo mírně vyhnuto do V, pod úhlem 2°. Střední část křídla nesla spádovou nádrž na palivo. 

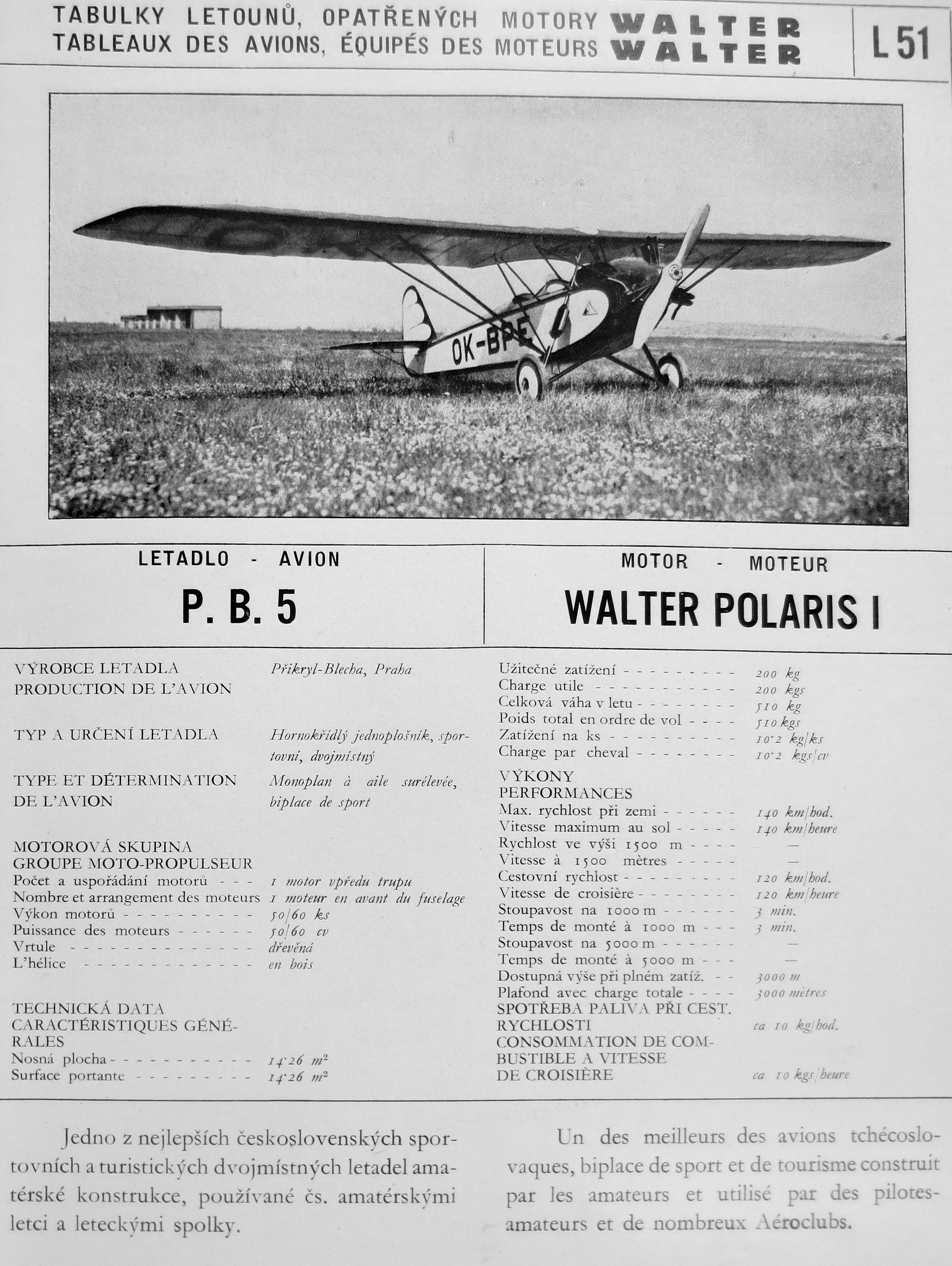
Přikryl-Blecha PB-5 (OK-BPE) a Walter Polaris I

Letadélko s imatrikulací OK-BPE poháněl tříválcový hvězdicový pístový motor Walter Polaris I (40-44 kW/55-60 k), který byl upevněn na motorovém loži z ocelových trubek a to bylo připevněno k přední stěně trupu pomocí šesti silentbloků. Dvoulistá vrtule Letov byla ze dřeva a měla průměr 1820 mm. Motor byl zakryt snímatelnou hliníkovou kapotou, která umožňovala snadný přístup k armaturám. Užitečné zatížení bylo až 200 kg.

## Použití
Letadlo bylo zalétáno ing. Vladimírem Šimůnkem a pilotem Československých státních aerolinií A. Krahulcem. Veřejnosti bylo předvedeno na v roce 1932 na Leteckém dnu v Praze, kde se těšilo velké pozornosti. Letoun PB-5 se vyznačoval velmi krátkým startem a přistáním a také nezvykle dobrou stoupavostí.
Tříválcový motor Polaris se v tomto letounu neosvědčil kvůli potížím s vibracemi. Další prototyp OK-BPE létal s pětiválcovým motorem Walter NZ-60 (60 k), ale poté byl používán jako definitívní řešení sedmiválcový Pobjoy R o výkonu 55 kW (75 k). Originální motor Pobjoy R byl v Československu používán a zkoušen na letounech Letov Š-139, Praga E-214 a Přikryl-Blecha PB-5 Racek. Od roku 1933 tento motor vyráběla továrna Walter pod označením Mira R. Naděje továrny Walter, že se jí podaří „obsadit“ tyto letouny vč. letounu Přikryl-Blecha PB-5 Racek motorem Mira R, se ale nenaplnily.
Letoun byl po přidělení imatrikulace od 5.8.1932 provozován Františkem Blechou. V roce 1933 byl letoun prodán amatérské pilotce Ferraris-Kohnové do Brna. Z leteckého rejstříku byl vymazán po 5 letech provozu 1.8.1937.

## Specifikace

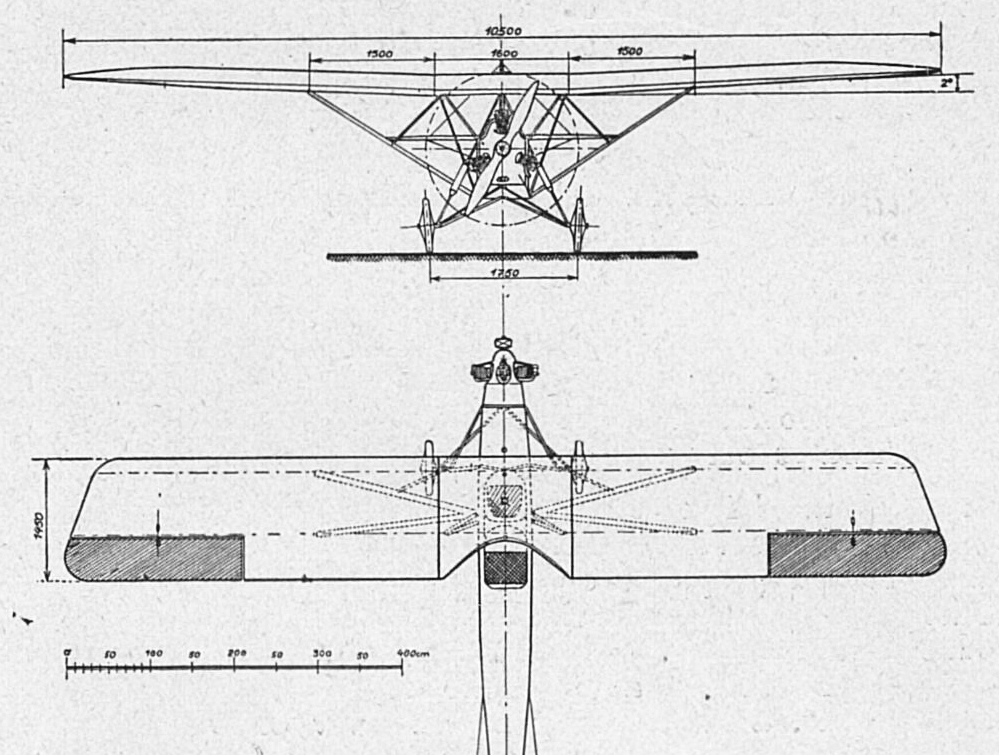
Přikryl-Blecha PB-5, skica 1

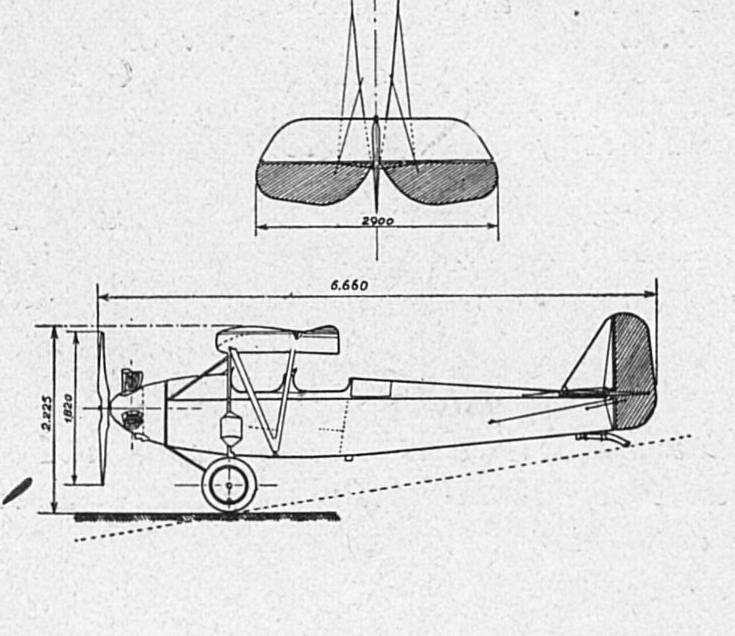
Přikryl-Blecha PB-5, skica 2

Údaje dle

### Technické údaje
- Typ: lehké sportovní dvoumístné letadlo
- Osádka: 1 (pilot)
- Kapacita: 1 cestující
- Rozpětí: 10,5 m
- Délka: 6,66 m
- Výška: 2,23 m
- Nosná plocha: 14,26 m²
- Plošné zatížení:  34,5 kg/m²
- Prázdná hmotnost: 310 kg
- Vzletová hmotnost: 510 kg
- Pohonná jednotka: 1 × Walter Polaris, Walter NZ-60, Pobjoy R
- Výkon pohonné jednotky: 40-55 kW (55-75 k)

### Výkony
- Maximální rychlost: 140 km/h
- Cestovní rychlost: 120 km/h
- Přistávací rychlost: 50-55 km/h
- Dostup: 3 500 m
- Dolet: 450 km
- Stoupavost: 3 min. do 1000 m